# Hautefontaine
Hautefontaine ist eine nordfranzösische Gemeinde mit 347 Einwohnern (Stand: 1. Januar 2022) im Département Oise in der Region Hauts-de-France (vor 2016 Picardie). Sie gehört zum Arrondissement Compiègne und zum Kanton Compiègne-2 (bis 2015 Attichy). Die Einwohner werden Altifontains genannt.

## Geografie
Hautefontaine liegt etwa 22 Kilometer ostsüdöstlich von Compiègne. Umgeben wird Hautefontaine von den Nachbargemeinden Jaulzy im Norden, Courtieux im Nordosten, Montigny-Lengrain im Osten, Mortefontaine im Süden, Chelles im Westen und Südwesten sowie Croutoy im Westen und Nordwesten.

## Bevölkerungsentwicklung
| Jahr      | 1962 | 1968 | 1975 | 1982 | 1990 | 1999 | 2006 | 2013 |
| Einwohner | 269  | 264  | 214  | 225  | 251  | 254  | 255  | 270  |

## Sehenswürdigkeiten
- Kirche Saint-Firmin aus dem 18. Jahrhundert (siehe auch: Liste der Monuments historiques in Hautefontaine)

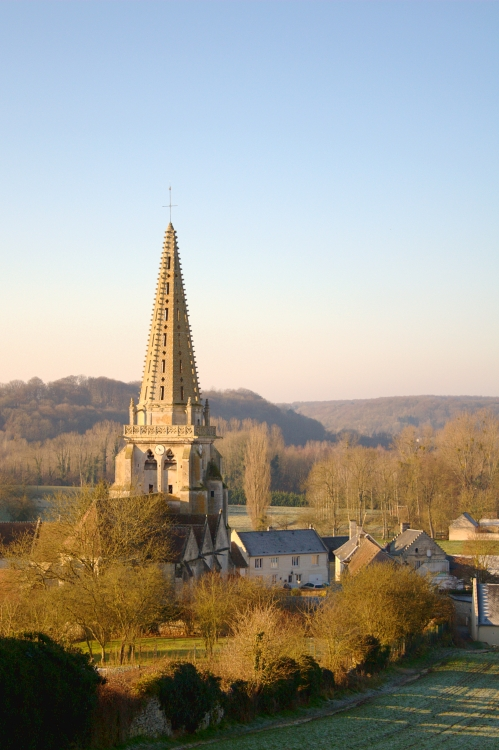
Kirche Saint-Firmin